# Notophysis folchinii
Notophysis folchinii är en skalbaggsart som beskrevs av Auguste Lameere 1914. Notophysis folchinii ingår i släktet Notophysis och familjen långhorningar.
Artens utbredningsområde är Kenya. Inga underarter finns listade i Catalogue of Life.